# 가토 모토히로
가토 모토히로(일본어: 加藤元浩)는 Q.E.D. 증명종료 시리즈를 만든 것으로 가장 잘 알려진 일본의 만화가이다.
그는 에닉스의 게임 관련 작품에 데뷔했다. 현재 그는 그의 추리물 일본 만화 작품을 고단샤에 게재하고 있다.
2009년, 그는 Q.E.D. 증명종료에 대한 연구로 고단샤 만화상을 받았다.

## 작품[3]
- Q.E.D. 증명종료
- 로켓맨
- C.M.B. 박물관 사건목록